# 漣川駅
漣川駅（ヨンチョンえき）は、大韓民国京畿道漣川郡漣川邑にある、韓国鉄道公社京元線の駅。

## 駅構造
一般列車用の低床島式ホーム1面2線と、電鉄用の高床島式ホーム1面2線、計2面4線の地上駅。ただし、現在定期列車は電鉄線のみであるため、低床ホームは現在使用されていない。
旧駅のホーム西側には朝鮮戦争で軍事物資を北朝鮮側に輸送するため建設された貨物用ホームが残っていた。
旧駅の構内にある給水塔は、過去に蒸気機関車が水を補給する時に使われていた。保存状態が良好かつ歴史的価値を持っていることから、2003年1月28日に登録文化財45号に登録された。給水塔には朝鮮戦争当時の銃弾の跡が鮮明に残っている。

また電化前に使われていた旧駅舎も保存されており、現在はこれらの遺産を紹介する博物館や観光案内所として使用されている。
2023年12月16日に逍遥山駅 - 当駅間が電化され、営業が再開された。また、当駅は現在韓国国内で旅客営業を行っている駅としては最北端に位置しており、首都圏電鉄の最北端の駅でもある。

### のりば
| 一般列車 | ●京元線    | 現在未使用                       |
| 下り     | 京元電鉄線 | 光云大・ソウル駅・九老・仁川方面 |
| 上り     | 京元電鉄線 | 降車専用ホーム                   |

| ホーム（2008年撮影） | 給水塔（2008年撮影） | 箱形の給水塔（2008年撮影） |

## 駅周辺
- 漣川郡庁
- 漣川初等学校
- 漣川警察署
- 漣川市場

## 歴史
- 1912年7月25日 - 開業[2]。
- 1948年 - 貨物用ホーム設置。
- 1958年10月8日 - 現駅舎完工。

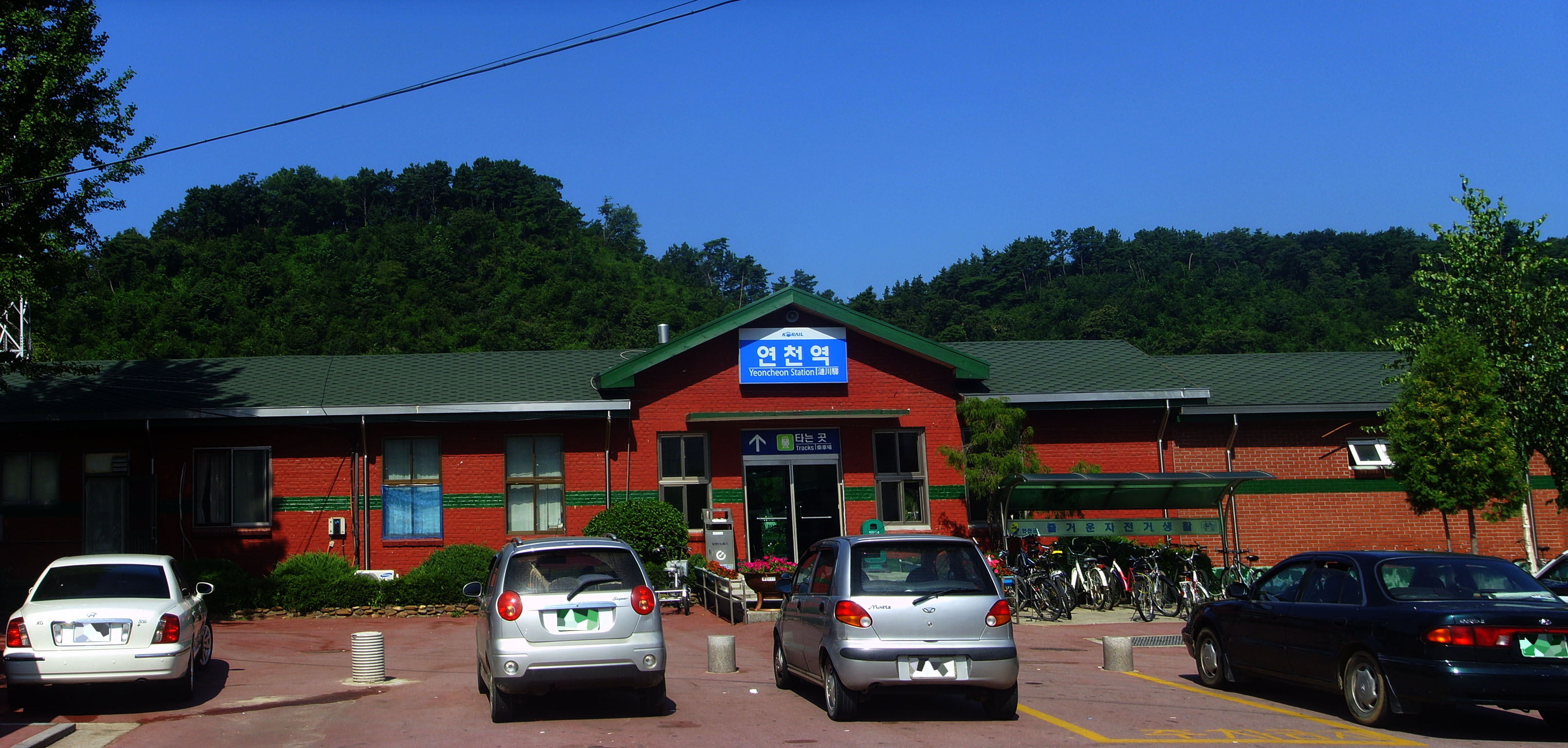
現役時代の旧駅舎(2008年8月)

- 2003年1月28日 - 駅構内の給水塔が登録文化財に登録される。
- 2023年12月16日 - 首都圏電鉄1号線の運行区間が当駅まで延長[3]。

## 利用状況
近年の一日平均利用人員推移は下記のとおり。なお、2023年の数値は開通日である2023年12月16日から12月31日までの16日間の集計を反映したものである。
| 路線       | 路線     | 2023年 | 2024年 | 2025年 | 2026年 | 2027年 | 2028年 | 2029年 | 2030年 | 2031年 | 2032年 | 出典  |
| ---------- | -------- | ------ | ------ | ------ | ------ | ------ | ------ | ------ | ------ | ------ | ------ | ----- |
| 京元電鉄線 | 乗車人員 | 1,948  |        |        |        |        |        |        |        |        |        | [ 4 ] |
| 京元電鉄線 | 降車人員 | 1,994  |        |        |        |        |        |        |        |        |        | [ 4 ] |

## 隣の駅
韓国鉄道公社　
京元線　　　
首都圏電鉄1号線　
漣川駅 (100-3) - 全谷駅 (100-2)
通勤列車(運行休止中)
漣川駅 - 新望里駅